# Lâu đài Rzeszów
Lâu đài Rzeszów - một trong những địa danh chính của Rzeszów được xây dựng lại từ năm 1902-1906, nằm trên khu đất cũ của lâu đài của Nhà Lubomirski. Lâu đài nằm giữa Aleja Pod Kasztanami và Aleja Lubomirski, Phố Chopin, Quảng trường Śreniawitów và Phố Đại tá Lis-Kula. Hiện tại lâu đài có trụ sở của tòa án tỉnh, tòa nhà chứa một nhà tù cho đến năm 1981.
Một pháo đài ban đầu đã đứng trên nền móng của lâu đài từ thế kỷ XVI. Vào cuối cùng thế kỷ, Mikołaj Spytek Ligęza đã xây dựng một lâu đài Motte-and-bailey gần vị trí của lâu đài hiện tại. Năm 1620, ông đã mở rộng lâu đài thành một "Cung điện ở fortezza". Từ năm 1637, lâu đài được đặt dưới quyền sở hữu của Nhà Lubomirski. Hầu hết các công trình xây dựng được thực hiện bởi Tylman van Gameren và Karol Henryk Wiedemann. Năm 1820, khu phức hợp được đưa ra dưới quyền của Áo; trong đó điều chỉnh tòa nhà cho một tòa án và nhà tù. Tòa nhà đã bị giỡ bỏ vào đầu thế kỷ XX do tình trạng nghèo nàn của nó. Các phần duy nhất còn lại từ khu phức hợp ban đầu là cổng thành và pháo đài pháo đài.
Cung điện Lubomirski nằm gần Lâu đài.